# Mateusz Jachlewski
Mateusz Roman Jachlewski (ur. 27 grudnia 1984 w Gdyni) – polski piłkarz ręczny, lewoskrzydłowy, od czerwca 2020 zawodnik Wybrzeża Gdańsk.
Reprezentant Polski, srebrny medalista mistrzostw świata w Niemczech (2007), uczestnik igrzysk olimpijskich w Pekinie (2008) i Rio de Janeiro (2016).
Wielokrotny mistrz Polski i zdobywca Pucharu Polski z Vive Kielce, zwycięzca Ligi Mistrzów w sezonie 2015/2016 z kieleckim klubem. Król strzelców Ekstraklasy w sezonie 2005/2006 w barwach AZS-AWFiS Gdańsk (198 bramek).

## Kariera sportowa
W latach 1999–2003 uczył się i występował w SMS-ie Gdańsk. W sezonie 2002/2003, w którym rozegrał 25 meczów i zdobył 127 goli, był jego najskuteczniejszym strzelcem w I lidze. W latach 2003–2006 był zawodnikiem AZS-AWFiS Gdańsk, w którego barwach zadebiutował we wrześniu 2003 w Ekstraklasie. W sezonie 2005/2006, w którym rozegrał 28 spotkań i rzucił 198 bramek, został królem strzelców najwyższej polskiej klasy rozgrywkowej.
W 2006 przeszedł do Vive Kielce. Z kieleckim klubem zdobył dziewięć mistrzostw Polski i 11 Pucharów Polski. W sezonach 2006/2007 (161 goli w 30 meczach) i 2007/2008 (160 goli w 31 meczach) był najlepszym strzelcem Vive w Ekstraklasie. W kolejnych latach rzucał w rozgrywkach ligowych mniej bramek, angażując się w grę defensywną. W sezonie 2016/2017, w którym rozegrał 28 meczów i zdobył 34 gole, otrzymał nominację do tytułu najlepszego obrońcy Superligi. W sezonie 2017/2018, w którym wystąpił w 33 spotkaniach i rzucił 108 bramek, został wybrany najlepszym obrońcą ligi.
Oprócz występów i sukcesów w rozgrywkach krajowych, w barwach kieleckiego klubu grał także w europejskich pucharach. W sezonie 2012/2013, w którym rzucił 34 bramki, zajął z Vive 3. miejsce w Lidze Mistrzów. W sezonie 2014/2015, w którym zdobył 16 goli, ponownie zajął z kielecką drużyną 3. miejsce w tych rozgrywkach. W sezonie 2015/2016, w którym rzucił 24 bramki, wygrał z Vive Ligę Mistrzów – w rozegranym 29 maja 2016 meczu finałowym z węgierskim Veszprém (39:38) zdobył dwa gole. Łącznie w latach 2009–2018 rozegrał w LM 145 spotkań i rzucił 212 bramek.
W reprezentacji Polski zadebiutował 27 grudnia 2004 w Zlinie, w przegranym meczu towarzyskim z Czechami (29:33). Po raz ostatni zagrał w narodowych barwach 7 maja 2017 w zremisowanym spotkaniu eliminacyjnym do mistrzostw Europy w Chorwacji z Białorusią (27:27), w którym zdobył jednego gola.
Uczestniczył w igrzyskach olimpijskich w Pekinie (2008) i Rio de Janeiro (2016). W 2007 podczas mistrzostw świata w Niemczech, w których rozegrał 10 meczów i rzucił 22 bramki, zdobył srebrny medal. Brał również udział w mistrzostwach świata we Francji (2017), podczas których pełnił funkcję kapitana reprezentacji Polski (w zastępstwie kontuzjowanych Michała Jureckiego i Mariusza Jurkiewicza). Wystąpił też w mistrzostwach Europy w Norwegii (2008; 7. miejsce) i mistrzostwach Europy w Austrii (2010; 4. miejsce).

## Sukcesy
Vive Kielce
- Liga Mistrzów: 2015/2016
- 3. miejsce w Lidze Mistrzów: 2012/2013, 2014/2015
- 3. miejsce w Super Globe: 2016
- Mistrzostwo Polski: 2008/2009, 2009/2010, 2011/2012, 2012/2013, 2013/2014, 2014/2015, 2015/2016, 2016/2017, 2017/2018
- Puchar Polski: 2008/2009, 2009/2010, 2010/2011, 2011/2012, 2012/2013, 2013/2014, 2014/2015, 2015/2016, 2016/2017, 2017/2018, 2018/2019

Reprezentacja Polski
- 2. miejsce w mistrzostwach świata: 2007

Indywidualne
- Król strzelców Ekstraklasy: 2005/2006 (198 bramek; AZS-AWFiS Gdańsk)[3]
- Uczestnik meczu gwiazd Ekstraklasy: 2009 (zdobył cztery bramki)[13]
- Najlepszy obrońca Superligi: 2017/2018 (Vive Kielce)[7]

Odznaczenia
- Złoty Krzyż Zasługi (2007)[14]

## Udział w turniejach mistrzowskich

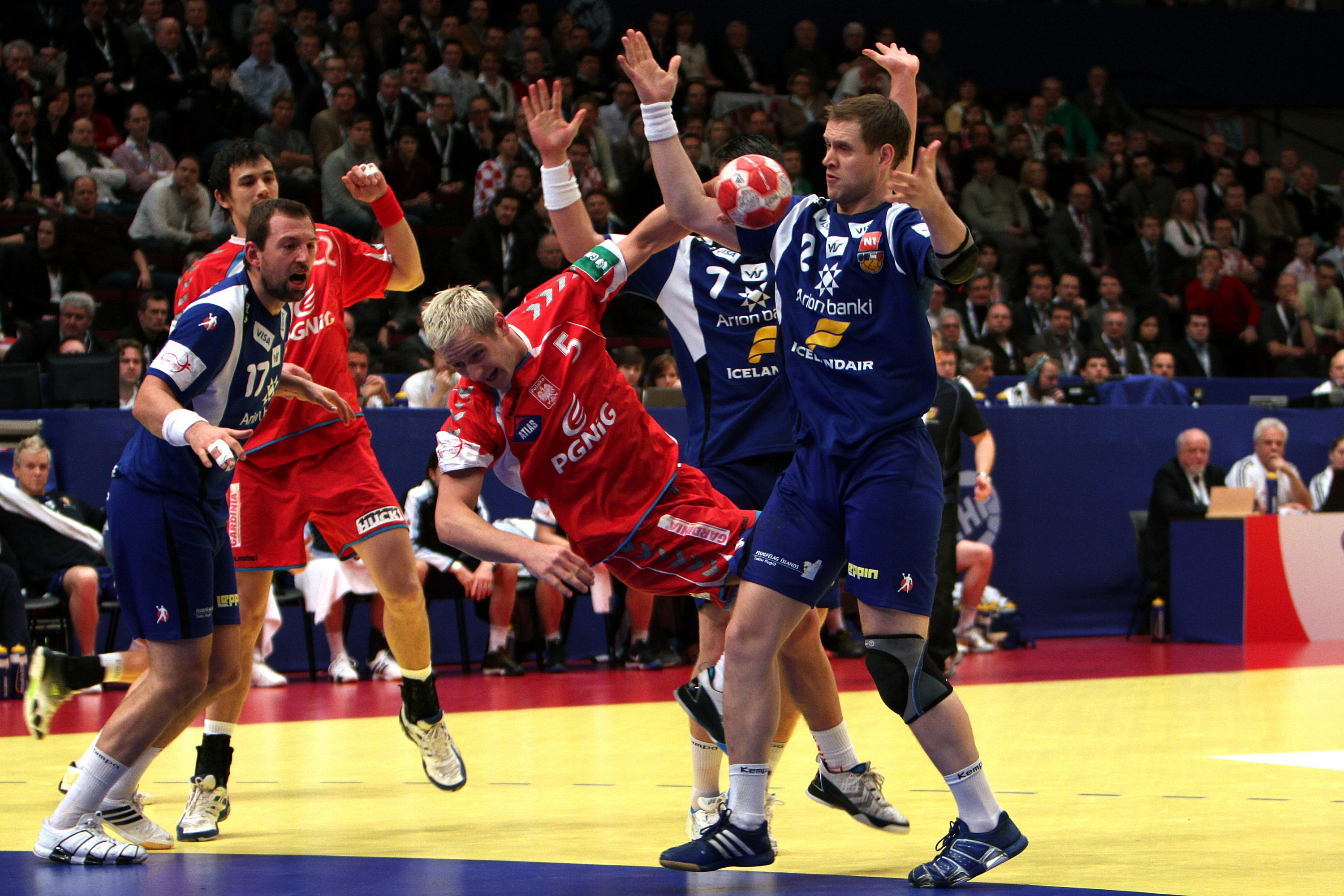
Mateusz Jachlewski (z piłką) podczas mistrzostw Europy w Austrii (2010) – mecz z Islandią

| Turniej              | Edycja               | Mecze | Bramki | Miejsce | Źródło |
| -------------------- | -------------------- | ----- | ------ | ------- | ------ |
| Igrzyska olimpijskie | 2008                 | 8     | 24     | 5.      | [ 10 ] |
| Igrzyska olimpijskie | 2016                 | 8     | 13     | 4.      | [ 10 ] |
| Igrzyska olimpijskie | Igrzyska olimpijskie | 16    | 37     | –       | –      |
| Mistrzostwa świata   | 2007                 | 10    | 22     | 2.      | [ 11 ] |
| Mistrzostwa świata   | 2017                 | 7     | 7      | 17.     | [ 15 ] |
| Mistrzostwa świata   | Mistrzostwa świata   | 17    | 29     | –       | –      |
| Mistrzostwa Europy   | 2008                 | 6     | 15     | 7.      | [ 16 ] |
| Mistrzostwa Europy   | 2010                 | 8     | 14     | 4.      | [ 17 ] |
| Mistrzostwa Europy   | Mistrzostwa Europy   | 14    | 29     | –       | –      |
| Łącznie              | Łącznie              | 47    | 95     | –       | –      |